# Sveriges militärhistoria
Sveriges militärhistoria inbegriper ett stort antal krig som utkämpats under de senaste tusen åren.
Den längsta ännu pågående fredsperiod i nu existerande stater i världen observeras i Sverige, som har haft fred sedan 26 augusti 1814, efter fälttåget mot Norge. Den svenska freden kan delvis förklaras av landets geografiska läge, dels av de längre perioder av relativ fred i Europa och världen kända som Pax Britannica (1815-1914) och Pax Europaea/Pax Americana (sedan 1950), dels av militär alliansfrihet innan världskrigen och neutralitetslinje under första och andra världskriget.

## Forntiden
Under forntiden var Sverige tydligare militärt och juridiskt uppdelat i landskap och i Svearnas och Götarnas rike. Strider sägs ha utkämpas mellan svear och götar, en kamp som det sägs att svearna vann. Historiker har dock teorier om att det även kan ha varit en överenskommelse att Sverige skulle enas under svearnas namn då dessa skulle haft ett starkare "varumärke".
I många isländska sagor förekommer det ofta berättelser om släktfejder, men Island var lite speciellt med tanke på att där samlades flera mäktiga familjer som var missnöjda med styret i Norden. Så det kan vara en logisk slutsats att detta även förekom i Sverige men troligen inte lika utbrett som på Island.
I boken "Den forna seden" ger Östen Kjellman en bild av hur Vikingatiden var ett krig mellan det hedniska Norden och det kristna Europa. Då gick många "i viking", det vill säga tog värvning på dåtida flottan, därav namnet "Vikingatiden".

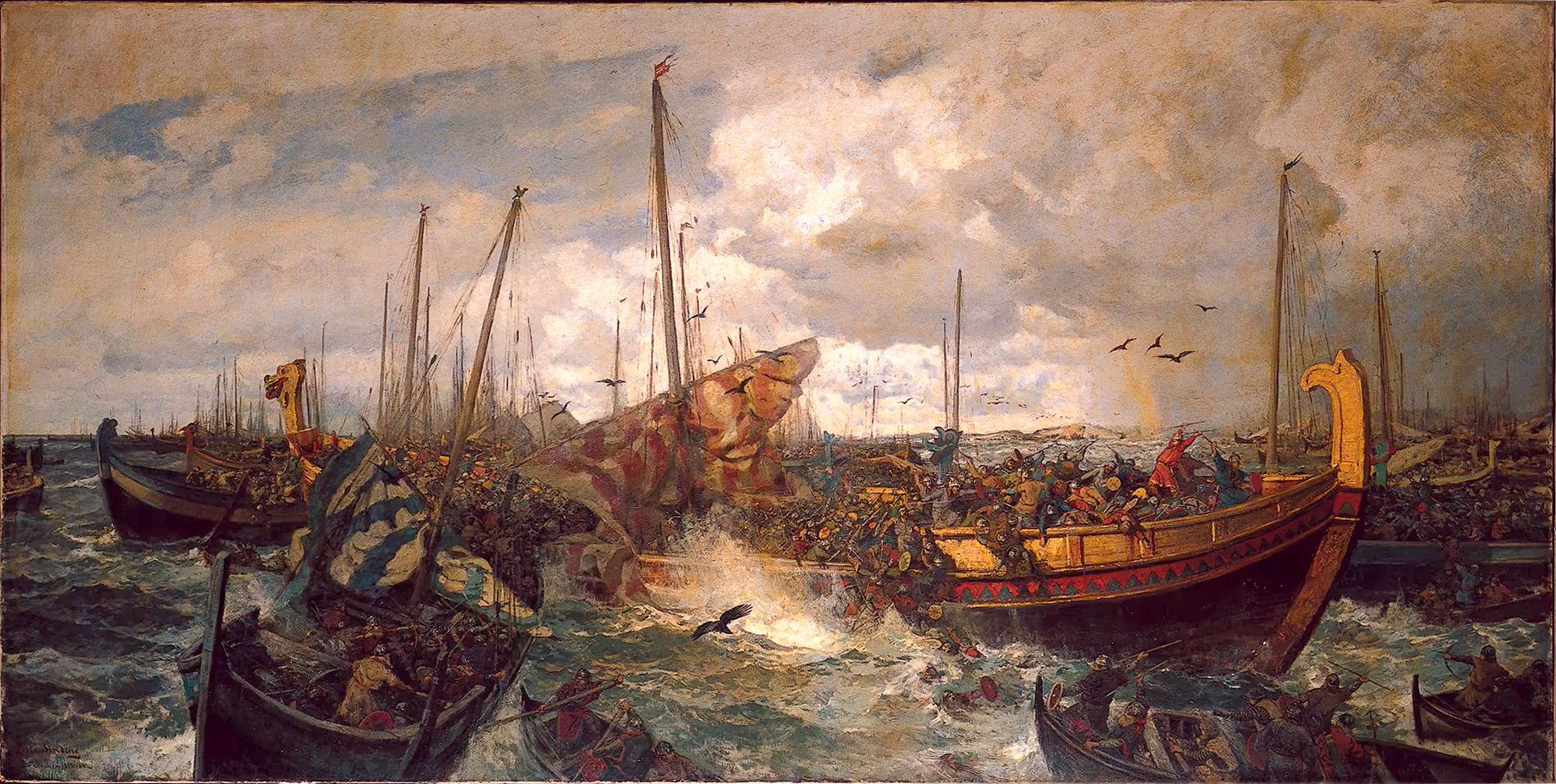
Slaget vid Svolder

Under tidig medeltid och århundradena dessförinnan tillämpades systemet med ledung för att organisera krigsmakten i de olika delarna av landet. Under Olof Skötkonung vann Sverige tillsammans med Danmark slaget vid Svolder mot Norge. Ett mål för att kristna det fortfarande hedniska Småland var det så kallade Kalmare ledung runt 1120-talet.

## Medeltiden
Under 1200-talet fördes en maktkamp om den svenska kronan, mellan den Erikska och Sverkerska ätten. Efter slaget vid Gestilren var maktkampen slut till fördel för den Erikska ätten. 1332 köpte kung Magnus Eriksson Skåne, Blekinge, Ven och Lister av Danmark. Köpet kallas för Skåneaffären. Territorierna återerövrades några år senare under Valdemar Atterdags fälttåg. 1249–1250 startas ett korståg under ledning av Birger jarl. När kriget var slut erhöll Sverige nya landområden i Finland. Gränsen flyttades från Tavastehus till Kymmene älv. 1293 startar Torgils Knutsson ett korståg. 1295 flyttades Sveriges gräns från Kymmene älv till östra Karelen. Kexholms fästning anlades men återerövrades av novgoroderna senare. Sveriges nya gräns österut gick nu vid staden Viborg. I freden i Nöteborg reglerades Sveriges gräns österut för första gången. 1397 bildades Kalmarunionen och Sverige, Norge och Danmark förenas. Länderna hade samma regent, men mest makt fick ändå Danmark vilket var grunden för upplösningen 1521.

## Äldre vasatiden
Under äldre vasatiden försökte Sverige vid ett flertal tillfällen erövra områden från sina grannländer, främst Danmark-Norge, med varierande resultat.

### Inbördeskrig
Dackefejden var ett inbördeskrig och ett bondeuppror riktat mot Gustav Vasa. Det spred sig snabbt över Småland, Öland, skogsbygderna i södra Östergötland och skogsbygderna i östra Västergötland. Fram till denna händelse var legosoldater grunden för Vasas armé. Dacke och hans mannar besegrade lätt de kungliga trupperna som inte var vana vid strid i oländiga skogstrakter. Dackefejden demonstrerade potentialen i en armé grundad på inhemska rekryter, och fick Gustav Vasa att införa det så kallade äldre indelningsverket. 
Sveriges senaste inbördeskrig var avsättningskriget mot Sigismund 1598–1600. Dess största strid var slaget vid Stångebro. Stridigheterna kan ses som en fortsättning på Klubbekriget 1596, som var ett bondeuppror i Österbotten. 

### Svensk inblandning iStora oredan

#### De la Gardieska fälttåget

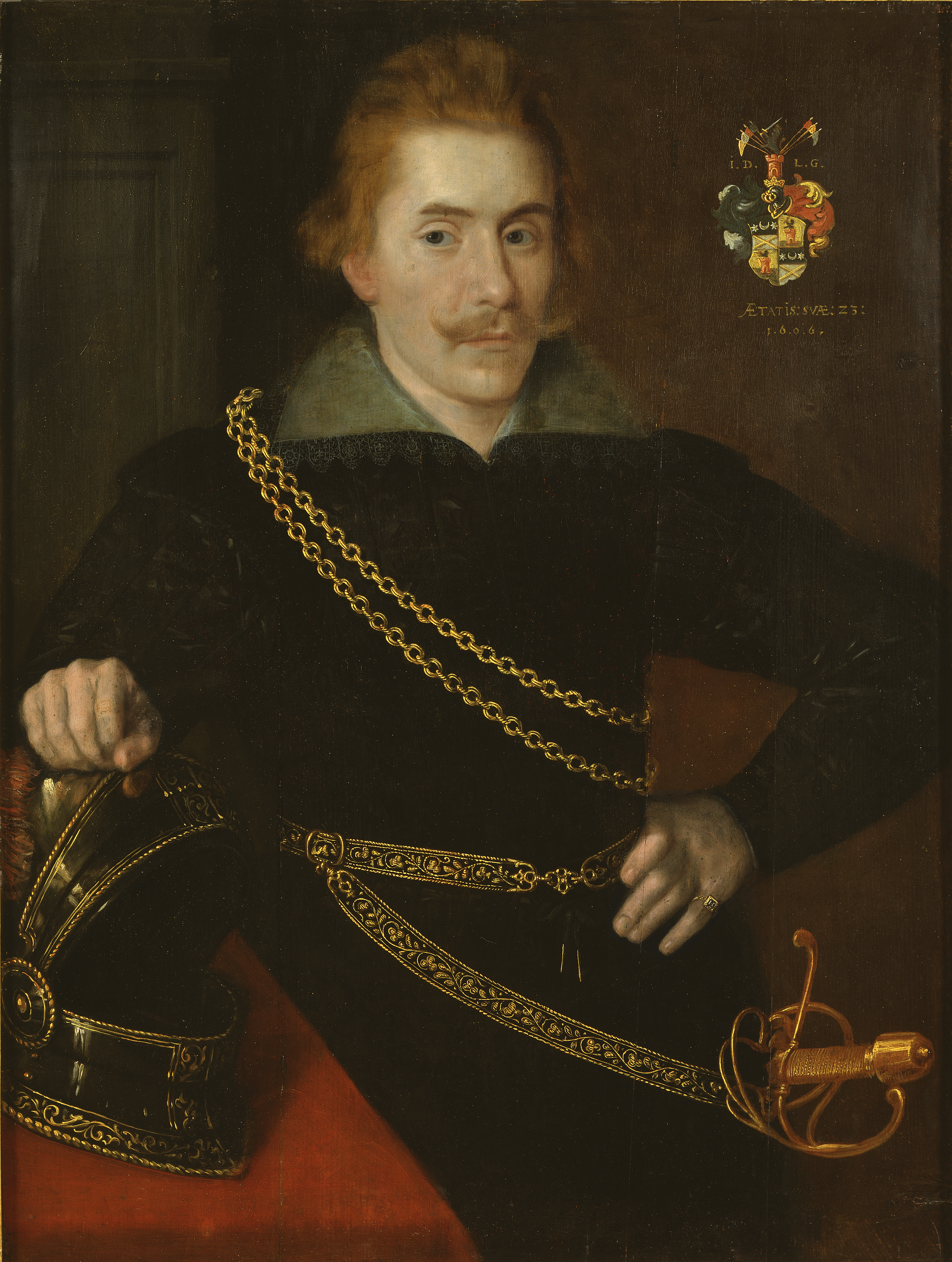
Jacob De la Gardie

När tsar Fjodor I av Ryssland dog år 1589 utan några arvingar uppkom den s.k. Stora oredan, eftersom det fanns många som var intresserade av den nu lediga ryska tronen. Då Sveriges kung, Karl IX, inte ville ha en rysk tsar stödd av Polen-Litauen stödde han istället kandidaten Vasilij Sjujskij i kampen om den ryska tronen. I gengäld mot att en svensk här ledd av Jakob De la Gardie skulle svara för hans insättande på tronen skulle Sverige få Kexholms län. Först marscherade den svenska hären till Novgorod, där en här ledd av Vasilijs brorson Michail Sjujskij anslöt. Hären på 1000 - 1500 man var dock mindre än De la Gardie förväntat sig. Den 2 maj begav den sig mot den av Dimitri (Dimitri var en annan kandidat till tronen) ockuperade ryska huvudstaden. Efter att ha besegrat Dimitris armé i det andra slaget vid Tver lyckades Jakob De la Gardie med bedriften att inta Moskva. Segern blev emellertid kortvarig. Redan samma år blev den svensk-ryska armén besegrad av den polska vid Slaget vid Klusjino. Därefter tvingades man sluta fred genom den så kallade De la Gardies dagtingan 1610.

#### Ingermanländska kriget
Efter De la Gardies dagtingan var den svenska armén nästan förintad men då ryssarna inte överlämnade det de lovat beslöt Karl IX då 1610 att anfalla Ryssland ännu en gång. Hären intog staden Ivangorod och en mindre armé sändes till staden Ladoga. Då legoknektarna inte fått lön på länge och de svensk-finska soldaterna saknade krigsvilja avvek samtliga, bortsett från 600 man. Ryssarna erbjöd ett vapenstillestånd vilket svenskarna var tvungna att godkänna. Nästa år, 1611, blossade striderna upp igen och 17 juni föll Novgorod till svenskarna efter en belägring. Sedan Gustav II Adolf bestigit tronen efter sin faders död beslutade han att, trots det faktum att polackerna drivits bort från Moskva i ett uppror år 1612, förverkliga sin brors, Karl Filips, anspråk på tronen. År 1613 och 1614 böljade striderna fram och tillbaka och när kriget hade pågått i 7 år slöts Freden i Stolbova. I den fick Sverige Kexholms län och Nöteborg, Jama, Kopore och Ivangorod med respektive län, alltså större delen av Ingermanland, och erkände Mikael Romanov som Rysslands tsar.

### Kalmarkriget
Kalmarkriget var ett krig mellan Sverige och Danmark 1611-1613. Den danske kungen Kristian IV inledde den 3 maj en belägring av Kalmar och i slutet av månaden stormades staden. Den 3 augusti tvingades även Kalmar slott under Krister Somes befäl. Den 11 juni anlände kung Karl IX och kronprins Gustaf (II) Adolf. Man lyckades med att ta Kristianopel, men man misslyckades dock med att ta danskarnas läger. Senare tog danskarna Borgholms slott och Öland, men dessa återerövrades den 7 oktober. År 1612 inträffade i stort sett ingenting, bortsett från att danskarna på nytt erövrade Öland. Freden slöts i Knäred 19 januari 1613 och Sverige fick betala stora summor för att få tillbaka de områden som danskarna hade erövrat (Älvsborgs andra lösen).

### Polska kriget
Det andra polska kriget pågick mellan åren 1600 och 1629, som en fortsättning på ovan nämnda avsättningskrig mellan Sigismund och Karl IX, senare Gustav II Adolf, om den svenska kronan samt herraväldet över Baltikum. Karl IX inledde kriget år 1600 genom att anfalla polska Livland från svenska Estland. Kriget flyttades senare till trakten av Riga och kom än senare att, med de svenska trupperna under Gustav II Adolfs ledning, att utspelas i Ostpreussen. År 1612 slöts ett stillestånd som kom att förlängas i omgångar till den 20 januari 1616. Det förekom ett antal mindre strider fram till år 1618 då ett nytt stillestånd slöts. Detta kom att gälla fram till den 29 september 1620. Sverige gick ur kriget som segrare efter stilleståndet i Altmark 1629.

## Stormaktstiden

### Trettioåriga kriget

#### Gustav II Adolfs fälttåg

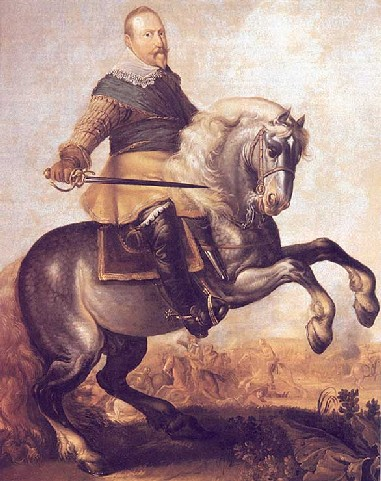
Gustav II Adolf vid Breitenfeld. Den nya svenska stridstaktiken krossade den katolska ligan i detta slag.

När Gustav II Adolf ingrep i Trettioåriga kriget hade den svenska armén blivit en av världens bästa, vilket man bevisade i slaget vid Breitenfeld där den kejserliga armén krossades. Efter Breitenfeld var alla svenska mål i kriget uppnådda, men Gustav II Adolf hade större planer. De svenska trupperna gick allt längre ner i Tyskland, där man brandskattade och plundrade stad efter stad.
Den 15 april 1632 störtade den svenska armén ihop med den katolska när den skulle marschera över floden Lech. Under striderna blev den katolske fältherren Tilly dödligt sårad.
Efter Tillys död tar Wallenstein befäl över de kejserliga arméerna. Han vände då mot norr och anföll kurfurstendömet Sachsen. Detta fick Gustav Adolf att vända och marschera mot Sachsen. Vid Lützen möttes de två arméerna. Under slaget stupar den svenska kungen Gustav II Adolf. Slaget slutade så gott som oavgjort men de kejserliga lämnade slagfältet först och därför anses Sverige som segrare.

#### Det fortsatta kriget
Efter Gustav Adolfs död gavs befälet till Gustaf Horn och Bernhard av Sachsen-Weimar. Den svenska armén blev näst intill krossad av den kejserliga 1634 i slaget vid Nördlingen.
Efter slaget gavs befälet över de få återstående delarna av armén till Johan Banér. De blev då tryckta norrut och av en ren slump blev de inte besegrade. Istället så vann han slaget vid Wittstock och kunde klamra sig kvar och återställa jämvikten mellan de båda arméerna, i det krig som började se allt mer ut som en kejserlig seger.
Banér avled 1641 och hans efterträdare blev Lennart Torstenson. Torstenson besegrade Ottavio Piccolomini, som var den kejserlige befälhavaren, till grunden i Slaget vid Leipzig 1642.
År 1643 fick Torstenson order från regeringen att anfalla Danmark, vilket han också gjorde. Det danska kriget (se nedan) slutade med freden i Brömsebro 1645.
När den svenska armén tågade norrut följdes den av en kejserlig under befäl av Matthias Gallas, även känd som härförstöraren. Den svenska armén besegrade Gallas armé i Slaget vid Jüterbog 1644. Därefter vände man ännu en gång söder ut. Vid Jankov mötte man en ny kejserlig armé som besegrades. Efter slaget var vägen till Wien helt öppen. Man väntade utanför Wien på förstärkningar från den siebenburgiske fursten Georg I Rákóczy skulle anlända. Men några trupper anlände aldrig. Efter en misslyckad belägring av Brunn vände Torstenson åter norrut.
På grund av sjukdom lämnade Torstenson armén 1645. Befälet gavs till Karl Gustaf Wrangel som i sin tur efterträddes av Carl Gustaf (senare Karl X Gustav).
I slutet av 1648 slöts den Westfaliska freden. Men eftersom armén inte visste om detta stormades Prag dagen därpå. I stormningen togs ett antal konstskatter som idag finns i Sverige.

### Danska kriget

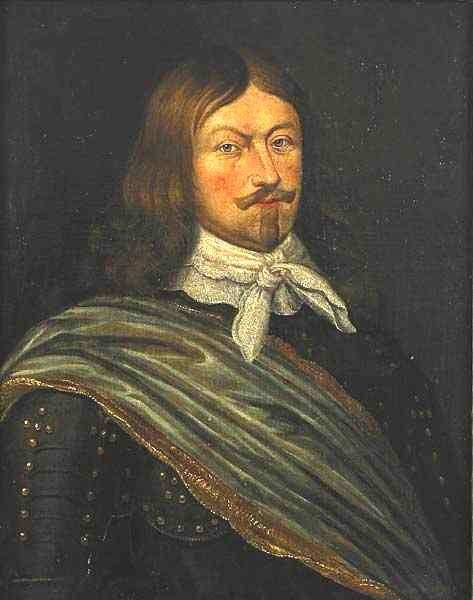
Fältmarskalk Lennart Torstensson

Då Sveriges utrikeshandel var hårt pressad av tullen för att få passera det av danskarna kontrollerade Öresund beslöt man att angripa Danmark-Norge. Sverige kunde knappast ha valt ett bättre tillfälle eftersom den dansk-norska försvarsmakten var starkt reducerad p.g.a. stora bakslag i tidigare krig och den svenska ovanligt stark tack vare upprustningen och det franska biståndet till den svenska krigsmakten under det alltjämt pågående trettioåriga kriget. I slutet av september 1643 beordrades Fältmarskalk Lennart Torstenson att dra sin armé ur striderna i Tyskland för att istället angripa Danmark. Man stormade det lilla fästet Kristianspris utanför Kiel och det dröjde inte länge förrän hela det då danska Holstein var under svensk kontroll. För Danmarks kung Kristian IV kom nyheten som en chock och det dröjde bara till år 1644 innan hela Jylland var ockuperat. Man saknade dock transportmöjligheter från Jylland, då fältmarskalk Gustav Horns fälttåg i Skåne gick trögt i väntan på besked från Torstenson. Den fortfarande relativt starka danska flottan kunde senare samma år stoppa ett landstigningsförsök på Fyn. Den 24 januari tog dock Horns fälttåg i Skåne fart när man gick över gränsen till Markaryd och man lyckades ta allt utom den starkt befästa Malmö. Samtidigt ledde den danska kungen ett anfall mot Älvsborgs Fästning som dock misslyckades p.g.a. den danska arméns ringa storlek. I juli vände dock den svenska krigslyckan då en kejserlig armé under Matthias Gallas marscherade mot Jylland. Torstensson försökte locka honom till strid men misslyckades då han drog sig tillbaka till Tyskland. Under tiden landsatte danskarna en armé på 6000 man i Malmö som drev bort Horn ur Skåne. Slutligen möttes Sverige och Danmarks flottor i slaget vid Femern som kom att bli en av den svenska flottans största segrar över den danska. Danskarna drog nu bort alla danska soldater ur Skåne och endast Malmö lämnades försvarat. Kriget böljade fram och tillbaka i några månader tills budet kom om att freden i Brömsebro slutits.

### Nordiska krigen

#### Karl X Gustavs polska krig
År 1655 anföll Sverige Polen, med målen att öka sin makt över Östersjön. De första två åren av kriget kunde svenska trupper ockupera stora delar av Polen och kriget var näst intill vunnet. 1656 vann Sverige det stora Tredagarsslaget vid Warszawa. Men det polska motståndet blev allt större och polska bönder förde gerillakrig mot de svenska trupperna.

#### Karl X Gustavs ryska krig
Mitt under det polska kriget, 1656, angreps Sverige av Ryssland. Striderna pågick endast i två år till 1658. Freden slöts dock först år 1661. Resultatet av kriget var status quo ante bellum.

#### Karl X Gustavs första danska krig

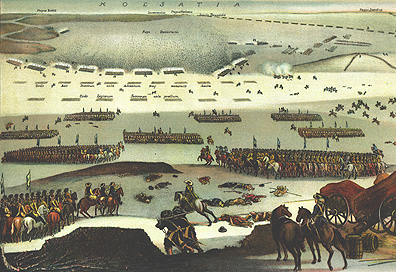
Tåget över Bält ett av Sveriges militärhistorias djärvaste operationer.

Mot hösten 1657 då kriget i Polen såg hopplöst ut förklarade Danmark krig mot Sverige. Karl X Gustav och stora delar av den svenska armén vände sig om i riktning mot norr. I oktober intog Karl Gustav Wrangel Fredriksodde i en stormning. Den 30 januari gick den svenska armén över det isbelagda Lilla Bält. Man fullföljde det genom att utföra det som kanske skulle bli den största bragden i hela svenska militärhistorien, att marschera över Stora Bält. Efter det slöts Freden i Roskilde där Sverige fick Skåne, Trondheims län, Bornholm, Blekinge och Halland (vid Freden i Brömsebro erhöll Sverige Halland på 30 år men nu för gott).

#### Karl X Gustavs andra danska krig
Karl X Gustav var inte nöjd med freden och i augusti 1658 förklarade han krig mot Danmark. 
Men kriget kom till ett dödläge då en nederländsk flotta kom till Köpenhamns försvar och svenskarna misslyckades med stormningen av staden i februari 1659. Samtidigt blev läget i Tyskland allt värre då österrikare, brandenburgare och polacker stängde in de svenska besittningarna i Pommern. Detta var ett resultat av att Karl Gustav hade bedömt sin egen armé starkare än vad den var och motståndarens mindre än vad den i praktiken var. Fienden trängde sig upp mot Jylland men svenskarna höll alltjämt kvar de danska öarna som kom att bli krigets huvudsäte. Senare år 1659 blev läget allt värre då den svenska truppen på Fyn blev besegrad vid Nyborg och den holländska flottan dominerade de danska farvattnen. Till slut tvingades Sverige till Freden i Köpenhamn, där Sverige fick ge tillbaka Trondheims län och Bornholm.

### Skånska kriget

#### Krigets inledning
Vid Karl X Gustavs död år 1660 instiftades en förmyndarregering under Magnus Gabriel De la Gardie vilken beslutade om en allians med Frankrike. År 1672 anföll Frankrike Nederländerna och man krävde att Sverige skulle sätta upp en här i Tyskland då även Brandenburg och Tysk-Romerska riket givit sig in i striderna. Detta gjordes och år 1674 marscherade en svensk här in i Brandenburg och år 1675 förklarade Nederländerna Sverige krig. Samtidigt som krigsförklaringen deklarerades led den svenska armén ett mindre nederlag i Slaget vid Fehrbellin. Detta var en ganska obetydlig seger men det kom emellertid att göra att fienden insåg att den svenska armén inte var oövervinnlig.

#### Danska segrar
I september 1675 kom den danska krigsförklaringen och kriget var i full gång. Sedan gick det snabbt - Danmark intog Wismar och Bremen-Verden samtidigt som brandenburgarna tog Svenska Pommern och Stettin. Därefter landsteg en av den holländsk-danska flottan eskorterad dansk armé på Gotland. Den svenska flottan under Lorentz Creutz lyckades inte heller besegra den danska flottan innan den fick förstärkning av en holländsk flotteskader vid Slaget mellan Skåne och Rügen. Det efterföljande slaget vid Ölands södra udde blev en svensk katastrof där stora delar av den svenska flottan, däribland det nybyggda skeppet Kronan gick förlorad. Nu hade Danmark herraväldet över Östersjön. I juni 1676 marscherade en dansk-norsk armé under Ulrik Fredrik Gyldenløve in i Sverige. Samtidigt landsteg i Helsingborg en annan dansk armé under Johan Adolf av Holstein-Plön. Den svenska armén ledd av självaste kung Karl XI drog sig då under ordnade former tillbaka till Småland. Efter detta dröjde det inte länge förrän Helsingborg föll. Därefter följde Landskrona samt Kristianstad och det dröjde inte länge förrän hela Skåne utom Malmö var kontrollerat av danskarna. Dock misslyckades man med att inta Halland efter slaget vid Fyllebro. Detta var dock endast en fördröjande seger.

#### Kriget vänder

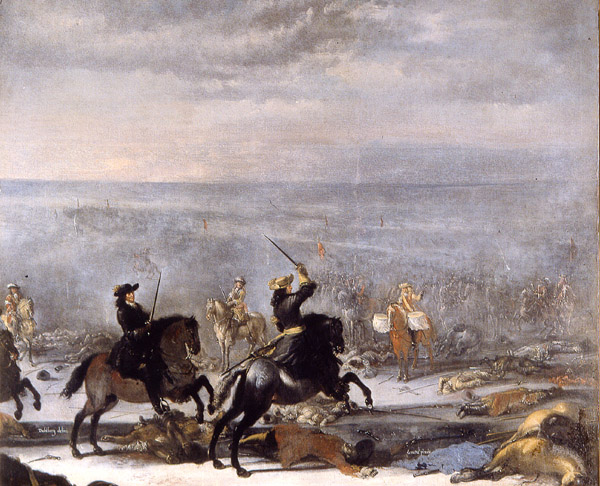
I slaget vid Lund 1676 vände krigslyckan till Sveriges fördel

Trots stora motgångar ryckte kung Karl XI och 15 000 man in i Skåne och i det blodiga slaget vid Lund där både Danmark och Sverige förlorade cirka hälften av sin styrka vände danskarnas krigslycka efter den svenska segern. Efter det ryckte svenskarna på nytt in i Skåne. Sommaren år 1677 fortsatte striderna till lands där Sverige vann ett flertal segrar. Till sjöss hade dock den dansk-holländska flottan övertaget och den svenska led svidande nederlag i slaget under Lolland och slaget vid Köge bugt. Efter den misslyckade Belägringen av Malmö med efterföljande stormning drog sig danskarna tillbaka till Landskrona. Orsaken till den misslyckade stormningen var framför allt det faktum att borgarna i staden, som förstod att staden skulle plundras om den intogs, stod för försvaret. Försvaret bestod av 7000 man under Fabian von Fersen. Den svenska huvudarmén segrade den 14 juli i Slaget vid Landskrona. Därefter kunde svenskarna även återta Kristianstad. År 1679 slöt Frankrike fred å Sveriges räkning och därmed var kriget över.

### Modernisering av armén
I och med Skånska kriget förstod Karl XI att den svenska armén var i ett uruselt skick. I skånska kriget hade man skrivit ut allt folk som gick att få tag på från lösdrivare och drängar till bönderna själva. Detta hade lett till att arbetskraft som behövdes i jordbruket gick förlorad samt att den svenska moralen var låg. När nu kriget för första gången på mycket länge fördes på hemmaplan fick många soldater chansen att desertera - en chans som många tog. På grund av detta hade den svenska armén förlorat många man. Lösningen blev det yngre indelningsverket. Indelningsverket innebar att ett visst antal gårdar delades upp i ett rote som skulle avlöna en soldatgård. På en soldatgård fick soldaten och hans familj bo och försörja sig i utbyte mot att mannen en månad om året var med på en övning och var redo att ta till vapen i händelse av krig. Samtidigt genomgick Sverige den s.k. reduktionen. Detta gav kronan mycket pengar som användes för att rusta upp krigsmakten. Bland annat rustades flottan upp och man grundade bland annat Karlskronas örlogsbas. Resultatet av allt detta blev att Sverige fick Nordeuropas absolut starkaste krigsmakt. Något som skulle visa sig komma väl till pass år 1700.

### Stora nordiska kriget

#### Krigsutbrott
År 1700 anfölls Sverige av tre länder, Danmark, Polen och Ryssland, i det som skulle komma kallas Stora nordiska kriget. Karl XII och karolinerna lyckades först snabbt slå ut Danmark varpå man slöt freden i Traventhal.

#### Karl XII:s polska fälttåg
I november år 1700 blev tsar Peter I och den ryska armén grundligt besegrad i slaget vid Narva och i juli 1701 drev man bort sachsarna genom slaget vid Düna. Nu vände Karl XII sin uppmärksamhet mot Polen. Karl XII:s planer var ambitiösa - han skulle bryta förbindelserna mellan kurfurstendömet Sachsen och Polen-Litauen, få polackerna att störta kung August II och därefter få landet att alliera sig med Sverige samt att attackera Ryssland. År 1702 besegrades den sachiska armén en gång i slaget vid Kliszów. År 1704 kunde man slutgiltigt störta kung August II och välja Stanislav I Leszczynski till kung. År 1705 var det hela fullkomligt avslutat då länderna ingick ett fredsavtal. Nu var det bara Ryssland kvar.

#### Rysk expansion i Baltikum
Samtidigt som Karl XII var i Polen arbetade ryssarna febrilt i Baltikum. År 1702 hade tsar Peter I trängt fram till Östersjön och börjat anlägga S:t Petersburg. Det dröjde sedan inte länge förrän man hade erövrat både Estland, Livland och Ingermanland. Dock kunde en svensk här under befäl av Adam Ludvig Lewenhaupt slå tillbaka ett anfall mot Kurland.

#### Separatfreden i Altranstädt
År 1706 anföll en rysk-sachsisk här Polen. Det ryska hären slogs snabbt tillbaka och den sachiska blev nästan utplånad i slaget vid Fraustadt där en svensk här under Carl Gustaf Rehnskiöld besegrade dem. Därefter anföll Sverige Sachsen som blev tvunget att sluta separatfreden i Altranstädt.

#### Karl XII:s ryska fälttåg

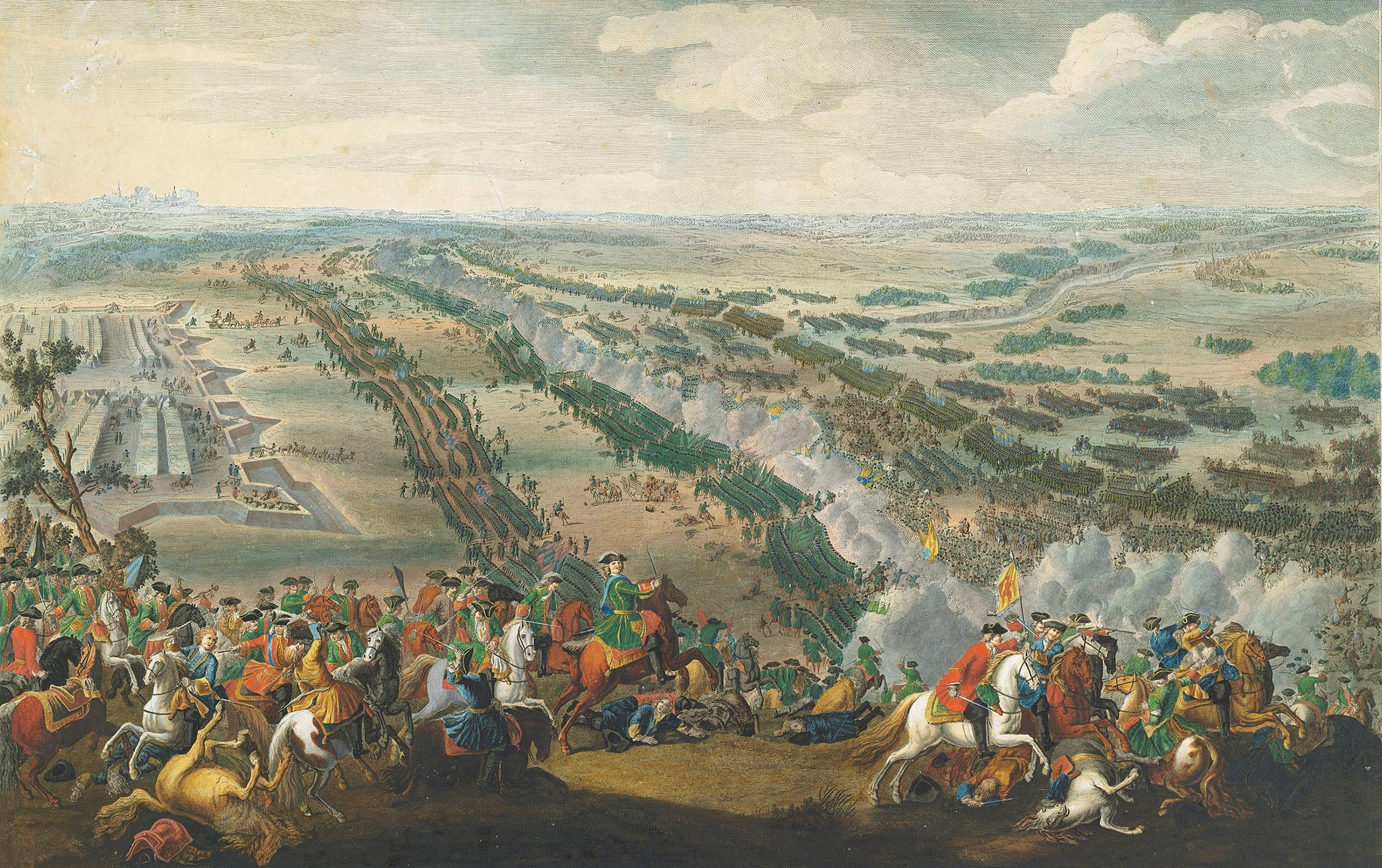
Slaget vid Poltava 1709 var avgörande i stora nordiska kriget som även innebar slutet av Sveriges stormaktstid.

År 1707 inleddes anfallet mot Ryssland som dock blev tvunget att genomföras utan Polen då den polska armén var upptagen med inre angelägenheter. Efter att ha tvingat ut ryssarna ur Polen marscherade man mot Moskva och angrep den ryska armén så snart man hunnit upp den. Förlusten i Poltava innebar dock att hela den karolinska armén gick under.

#### Efter Poltava
En ny armé under Magnus Stenbock sattes upp och lyckades driva ur Danmark, som åter gått in i kriget, ur Skåne. Även denna armé gick dock under i Tönningen, vilket blev den definitiva början till slutet. Efter Karl XII:s död i Fredrikshald tvingades Sverige till fred och fick uppge nästan alla stormaktstidens erövringar. Kriget kostade Sverige uppemot 200 000 döda soldater.

## Frihetstiden
Frihetstiden börjar traditionellt efter Karl XII:s död i Norska Halden. Efter honom tar Fredrik I över och han anses av bland andra Herman Lindqvist varit mycket mer inkompetent än Karl XII. Arvid Horn sade om detta att Sverige har gått "Från tolv till ett".

### Hattarnas ryska krig
Efter Stora nordiska kriget försämrades den svenska armén. Men hos Hattarna levde minnet kvar av den svenska storhetstiden och övertygade om svenska armens självklara oövervinnerlighet går de till krig med Ryssland. Sverige förklarade krig 8 augusti 1741 med 8.000 svenska och finska soldater vid den ryska gränsen, nära Villmanstrand och Fredrikshamn. Målsättningen var att hota den ryska huvudstaden S:t Petersburg och utlösa en statskupp. Denna kupp hade planerats av franska och svenska diplomater, och avsåg att störta Anna Leopoldovnas till Österrike vänligt inställda regim. Kuppen ägde rum i december, men den nya tsarinnan, Elisabet av Ryssland, svek sitt löfte att återlämna territorierna och fortsatte kriget.
Hotet mot den ryska huvudstaden hade lyfts redan 3 september då 20.000 ryssar under fältmarskalk Peter von Lacy avancerade från Viborg mot Villmanstrand och besegrade den svenske generalmajoren Carl Henrik Wrangel. Lewenhaupts position försämrades alltmer och han tvingades retirera till Helsingfors. I augusti intog Lacy Borgå och Nyslott och omringade den svenska hären i närheten av Helsingfors. Den 19 augusti får Lewenhaupt och Buddenbrock order att de skall föras till Stockholm. Befälet ges nu åt översten Jean Louis Bousquet. Han undertecknade kapitulationen 24 augusti. Den ryska hären erövrade senare hela Finland i den lilla ofreden.
Efter att den ryska hären tagit Åbo anlände Alexander Rumjantsev och Erik Mattias von Nolken för att diskutera ett fredsfördrag. Tsarinnan lovade att lämna Finland på villkoret att Adolf Fredrik, vars släkt var ingift i den ryska tsarfamiljen, skulle utnämnas till tronarvinge. Hattarna gick med på förslaget i hoppet om att Adolf Fredrik skulle få bättre fredsvillkor från tsarinnan. Efter Hattarnas ryska krig tvingades Sverige avträda delar av Savolax och Kymmenegårds län.

### Pommerska kriget

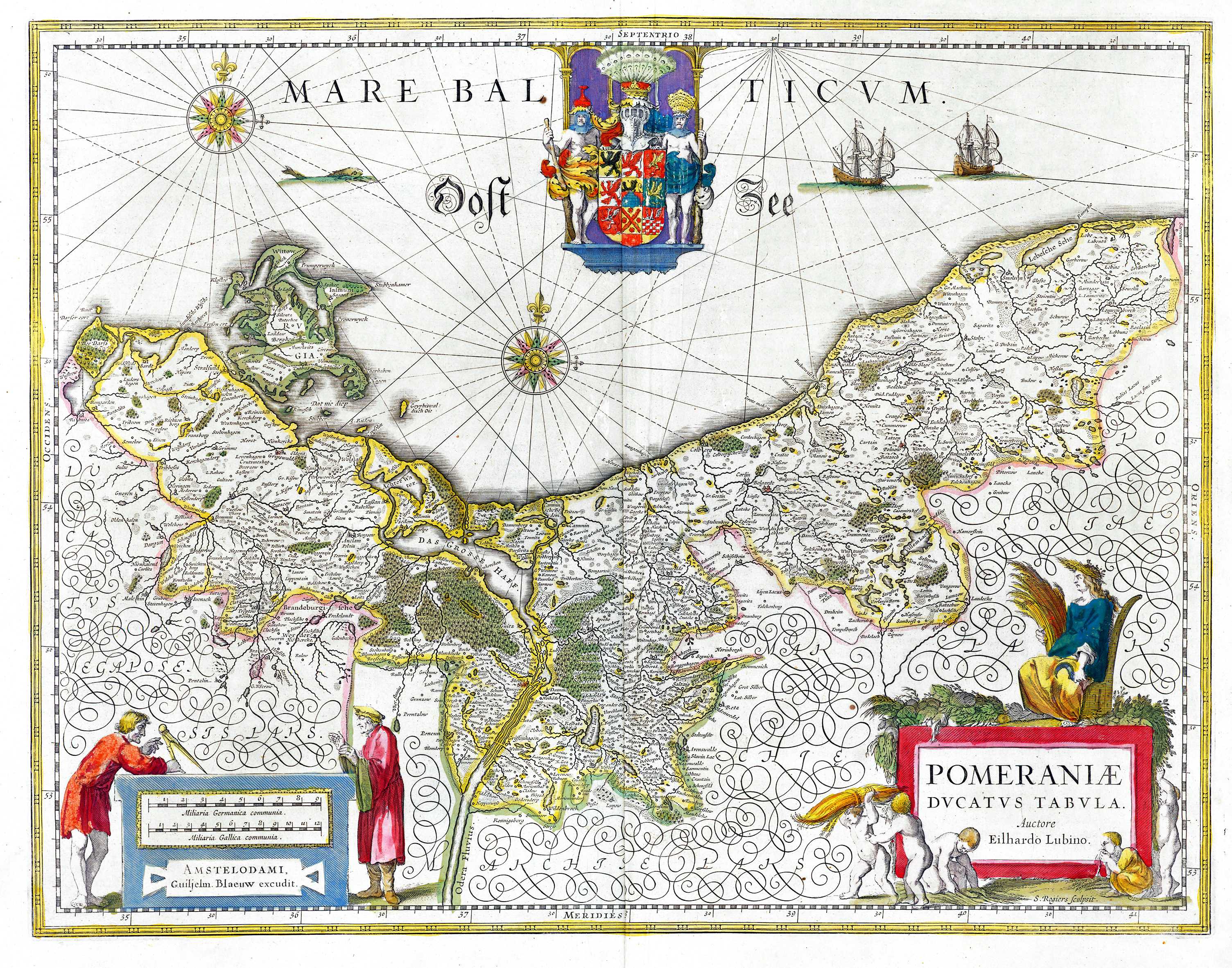
Karta över Pommern

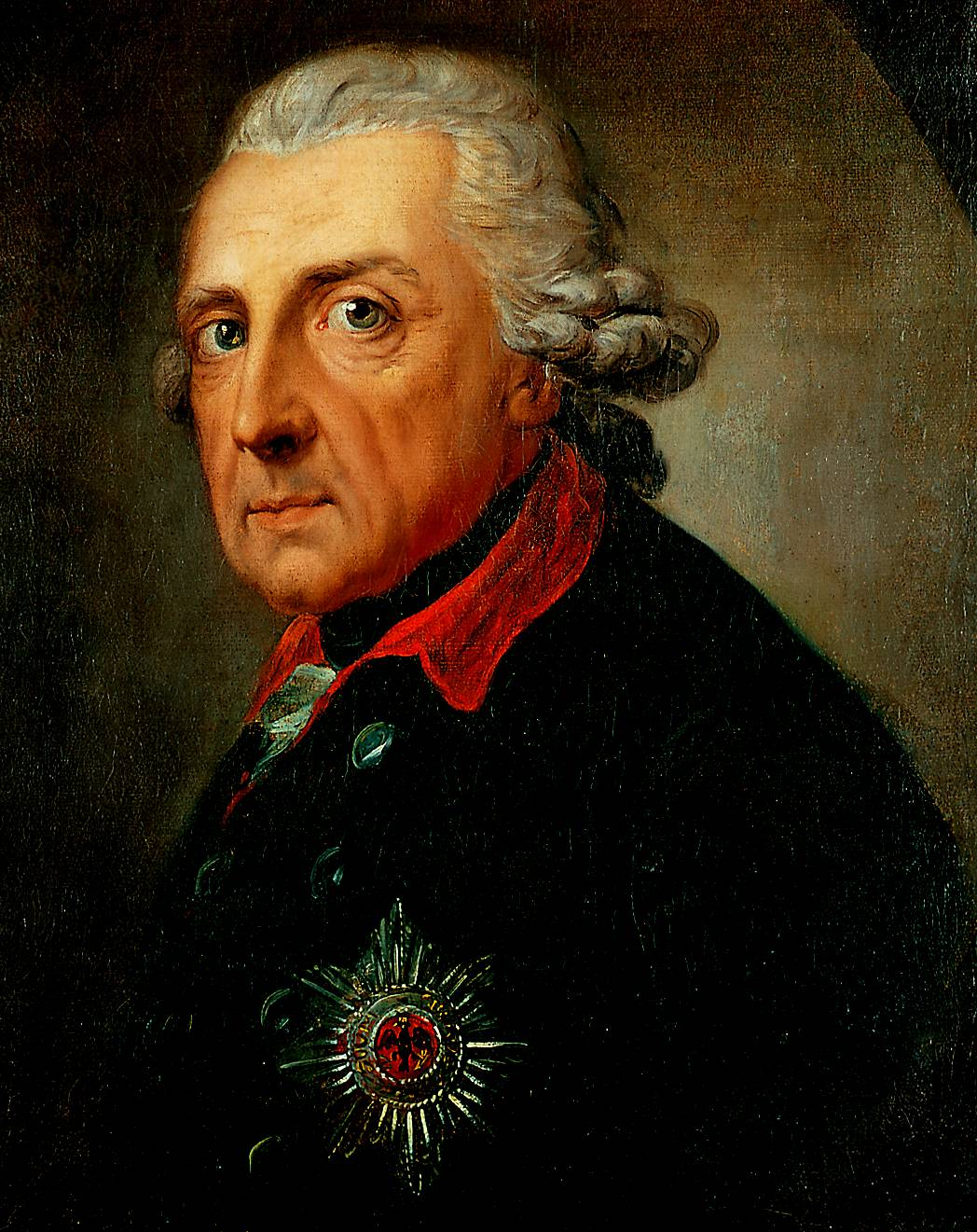
Fredrik II "den store" (1712-1786), kung av Preussen 1740-1786.

Pommerska krigets orsak var i främsta rummet den att hattpartiet, som då hade makten i Sverige, trodde, att Fredrik II av Preussen skulle duka under för sina många fiender och att sålunda ett tillfälle erbjöd sig för Sverige att utan risk och ansträngningar återfå sina 1720 till Preussen avträdda pommerska besittningar. Till förevändning för kriget tjänade Fredriks infall i kurfurstendömet Sachsen 1756, vilket stämplades som ett brott mot den av Sverige och Frankrike garanterade Westfaliska freden från 1648.
Då svenska armén i Tyskland inte ansågs behövas till annat än att ta i besittning de av de allierade gjorda erövringarna, hade den fått avgå utan nödiga förberedelser och utan att man ägde nödiga medel att försätta den i krigsdugligt skick. Detta avgjorde krigets hela gång. Vid underrättelsen om dennes seger i slaget vid Rossbach den 5 november 1757 vågade den svenske befälhavaren, fältmarskalk Mattias Alexander von Ungern-Sternberg inte med sin illa utrustade armé verkställa sin regerings befallning och franska ombudet Marc René de Montalemberts uppmaningar att tåga mot Berlin, utan återvände till svenska Pommern (november 1757), där svenskarna av en preussisk här inneslöts i Stralsund och på Rügen.
Mattias von Ungern fick den 21 december 1757 lämna plats åt Gustaf Fredrik von Rosen, som den 7 januari 1758 faktiskt övertog befälet. Inte heller han kunde uträtta något, utan nödgades ligga overksam, blockerad av preussarna. Den 18 juni 1758 upphävdes blockaden genom en rysk härs framträngande; men von Rosen hade då tröttnat på sin otacksamma uppgift, varför befälsuppdraget övergick till Gustaf David Hamilton. Augustin Ehrensvärd erövrade Peenemünde skans den 27 juli, och med 16 000 man bröt Hamilton upp för att understödja ryssarna, som belägrade Küstrin. Men efter deras nederlag i slaget vid Zorndorf beslöt han i stället att tåga till kurfurstendömet Sachsen för att förena sig med österrikarna. Han kom dock inte längre än till Neuruppin i Brandenburg. En strövkår, som han utsände därifrån, led den 26 september ett svårt nederlag vid Tarnów, men däremot lyckades major Karl Konstantin De Carnall den 28 september med 800 man försvara Fehrbellin mot omkr. 5 000 preussare.
Då österrikarnas infall i Sachsen misslyckades lämnade Hamilton Neuruppin den 10 oktober och närmade sig Oder i hopp om en samverkan med ryssarna, men dessa gick i vinterkvarter, och då återvände Hamilton till Svenska Pommern. 19 december 1758 övertogs befälet av Jacob Albrecht von Lantingshausen. I början av 1759 måste han för en överlägsen preussisk här dra sig tillbaka till Stralsund, varvid garnisonerna i Demmin, Anklam och Peenemünde gick förlorade, dock först efter tappert motstånd. Genom ryssarnas framryckning befriades i maj Svenska Pommern från fienden, men brist på penningar och förnödenheter gjorde att årets fälttåg kunde öppnas först i augusti. Dess mål var Stettins belägring; och som en förberedelse därtill lät Lantingshausen Axel von Fersen med 4 000 man erövra Usedom och Wollin, under det han själv med huvudarmén (10 000 man) ryckte in i preussiska Pommern, där han under hedrande småstrider höll sig kvar en tid. Till följd av bristande medverkan från bundsförvanterna kom dock belägringen av Stettin inte till utförande, och på senhösten tog armén åter kvarter i Svenska Pommern.
Den 20 januari 1760 sökte preussarna liksom föregående år intränga dit; men denna gång blev de tillbakadrivna, och den 28 januari inträngde en svensk trupp i Anklam och tog själva den fientliga generalen, Heinrich von Manteuffel, till fånga. Under ständiga småstrider med en preussisk här på 6 000 man framträngde han med huvudstyrkan till Prenzlau i Brandenburg, lämnande Augustin Ehrensvärd med en avdelning i Pasewalk. Där angreps han av fienden; anfallet tillbakaslogs med tapperhet, men Ehrensvärd sårades och måste nedlägga sitt befäl.
Då även en mängd officerare vid denna tid lämnade armén för att delta i riksdagen och till följd därav brist på befäl uppstod, återvände Lantingshausen till Svenska Pommern, där han under den vintern inte oroades av fienden. Fastän han skött befälet på ett sätt som överträffade alla förväntningar utverkade han dock, trött på de oerhörda svårigheterna, i juni 1761 sitt avsked. Först i juli blev hans efterträdare Augustin Ehrensvärd i stånd att med 7 000 man infalla i fiendens land. Fastän överlägsen den preussiska armé som sökte hindra hans tåg kunde han dock till följd av den dåliga utrustningen inte framrycka synnerligt långt, och fälttåget utgjordes bara av mindre, fastän för svenskarna ganska hedrande, vapenskiften.
Då preussarna började oroa hans gränsposteringar skickade han Jacob Magnus Sprengtporten med en avdelning lätta trupper, den så kallade Sprengtportenska frikåren, in i Mecklenburg, och denne erövrade 23 december preussarnas förnämsta förrådsort, Malchin. Där blev han emellertid innesluten av en överlägsen styrka, men då bröt Ehrensvärd upp till hans undsättning. Förtruppen under De Carnall besegrade vid Neukalden (2 januari 1762) en preussisk trupp, som sökte spärra vägen, och Ehrensvärd tågade in i Malchin. Omedelbart därefter återvände han dock till Svenska Pommern, och den 7 april slöt han på eget bevåg ett stillestånd, som varade till freden.

### Sammanfattning
Frihetstiden var bortsett från ovanstående en period i Sveriges historia då ytterst få krig fördes. Svenskarna var trötta på krig. Under den senare delen av frihetstiden rustades det svenska försvaret upp för att åter kunna göra Sverige till en stormakt. Man beställde till exempel många galärer under denna period.

## Gustavianska tiden

### Gustav III:s ryska krig

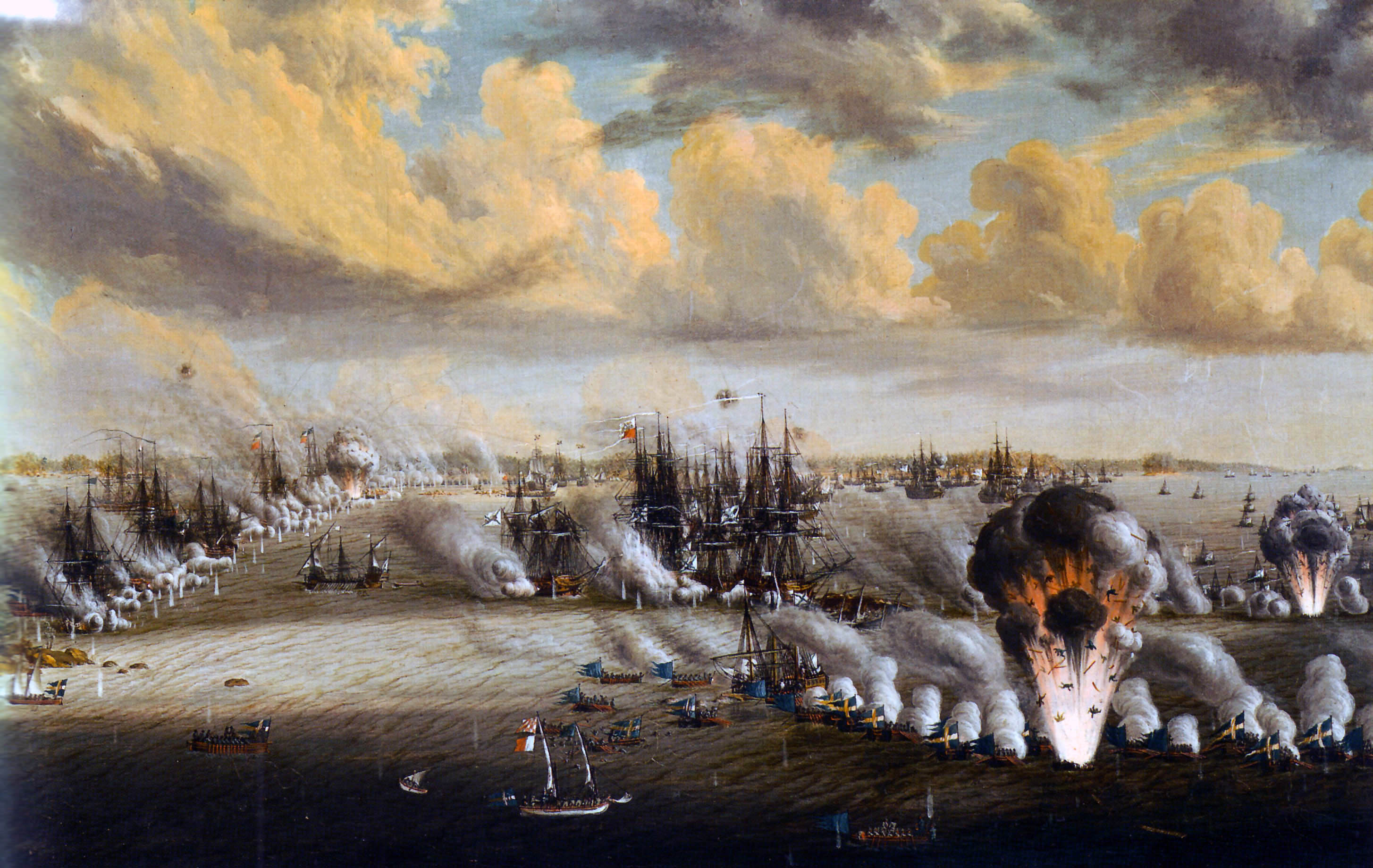
Slaget vid Svensksund 1790 är den svenska marinens största seger någonsin.

År 1788 förklarar Gustav III krig mot Ryssland. Målet var att Svenskarna skulle inta S:t Petersburg, återta de förlorade landområden, samt att hejda den ryska inblandningen i Sveriges inre angelägenheter. Kriget slutade med status quo. Under inledningen av kriget gjorde 113 adliga officerare i Finland myteri, det så kallade Anjalaförbundet. Fred slöts i Värälä 1790 efter att den svenska flottan vunnit Slaget vid Svensksund utan gränsjusteringar.
Sverige lyckades dock nå målet att få Ryssland att avstå rollen som garant för frihetstidens författning. Denna hade upphävts av Gustav III år 1772, och därefter hade frågan varit ett irritationsmoment i kontakten mellan de två länderna, eftersom den gjorde att Ryssland formellt hade rätt att vidta åtgärder för dess återställande.

### Teaterkriget
När kung Gustav III på eget initiativ år 1788 anfaller Ryssland uppstår en besvärlig situation för Danmark. I en traktat sluten med Ryssland 1773 har Danmark förbundit sig att bistå med 12 000 man, sex linjeskepp och tre fregatter om Ryssland blir anfallet. Snart efter det svenska anfallet kräver ryssarna att danskarna ska hålla sitt löfte och Danmark måste gå med i kriget. När kung Gustav den 21 augusti får detta meddelande utbrister han "Jag är räddad!". Mot bakgrund av att anfallet mot Ryssland var Gustavs eget initiativ, att många svenska officerare och kungens motståndare var starkt emot kriget och att framgångarna dittills varit få kan hans uttalande synas märkligt. Ingen önskar sig väl ytterligare en fiende? Den skicklige politikern Gustav III tänker dock att detta är ett gyllene tillfälle att vända den svenska opinionen till sin fördel och reser genast tillbaka till Stockholm efter att ha lämnat det militära befälet till sin bror, hertig Karl.
Jämtland tycktes kunna vara lätt att inta, då större delen av dess soldater hade skickats till Stockholm. Den norska armén under general Kornbakk bestod av 2700 man dragoner, soldater och skidlöpare vilka fördelades i tre divisioner. En av dessa lämnades i Stjördal, en andra i Verdal men bortåt 1000 man under överste Ryn gick upp till Sul. Norrmännens hastiga marsch från Trondheim till Verdalen uppmärksammades av borgaren i Östersund Zakarias Wiklund under vistelse i Stjördal. Han underrättade genast Johan Herman Tideman på Rödön, vilken var ryttmästare för kavalleriet i Jämtland. Försvararna låg inte overksamma. Ryttmästare Tideman, kommendant Milde samt befallningsman Peder Lidsten samlades till krigsråd och beslöt kalla tillgänglig militär och vapenför allmoge till Järpe skans, dit åtta falkonetter också dirigerades från den centrala depån Kronstads skans.
På de norskes anstalter kunde väl märkas at de hade alfar med at infalla i landet, men sedan de norska kunskaparna hämtat underrättelse om att jämtarna kunde försvara sig, fick norrmännen under Horneman order av von Krogh att retirera. Major Horneman återgick då till Skalstugan varifrån hela den norska styrkan den 29 september drog sig tillbaka över gränsen.
Den första danska styrkan om 8 000-10 000 man, varav huvuddelen var norrmän enligt vissa källor, under befäl av prins Karl av Hessen anföll från Norge in i Bohuslän den 24 september och avancerade snabbt mot Vänersborg vid Vänerns sydspets mot ett svagt svenskt motstånd. Översten Johan Werner Tranefelt måste förskansa sig i Kvistrum norr om Uddevalla med sina 700 man men besegrades den 29 september av en mycket större dansk trupp under generalmajoren Mansbach i slaget vid Kvistrum. På en vecka intog de danska trupperna Uddevalla, Vänersborg och Åmål och begärde den 6 oktober att staden Göteborg skulle ge upp.
Nu hade emellertid kung Gustav själv kommit till staden från Dalarna och han ingrep resolut; han avskedade den passive kommendanten generallöjtnanten Anders Rudolf Du Rietz och utnämnde generallöjtnanten Johan Sparre af Söfdeborg i hans ställe. Göteborgs försvar rustas nu upp i snabb takt. Den 6 oktober hade dessutom Sverigevännen och engelska sändebudet sir Hugh Elliot kommit till staden och han medlade den 9 oktober fram ett kort vapenstillestånd med danske befälhavaren. Stilleståndet förlängdes sedan under medverkan bland andra av det preussiska sändebudet greve Adrian Heinrich von Borcke i omgångar till i maj nästa år.
Ställd inför denna övertalning, hot från både England och Preussen att anfalla danska Holstein och ett allt starkare försvarsverk i Göteborg avtågade de danska trupperna den 12 november mot Norge och Sverige har segrat. Det var också bekvämt för Sverige att striderna slutade så tidigt eftersom det betydligt mer aktiva kriget mot Ryssland pågick samtidigt. Först den 9 juli 1789 gav danskarna formellt upp inför den samlade övermakten (England, Preussen och Sverige) och avgav en neutralitetsdeklaration eftersom ett egentligt fredsfördrag inte krävdes.

### Första barbareskkriget
Ett ovanligt krig som inte spelade så stor roll i den svenska krigshistorien var Första barbareskkriget i vilket Sverige deltog med tre fregater åren 1801-1802.

## Napoleonkrigen

### Första Napoleonkriget
Kriget fördes i stort sett på tysk mark. Utgångspunkt för de svenska trupprörelserna var Svenska Pommern. I början av november 1805 fanns en armé bestående av drygt 12.000 svenskar och ryssar stående i Svenska Pommern. Planen var att via fästningen Hameln, som var i franska händer, förflytta sig mot Hannover, där engelsmännen var på plats. Planen försinkades av Preussens tveksamhet. När planen slutligen kunde sättas i verket, hade Napoleon vunnit sin stora seger i Austerlitz. Efter detta ingick Preussen ett fördrag med Napoleon, som innebar att svenskar, ryssar och engelsmän nu måste lämna Preussen. Svenskarna retirerade motvilligt till Svenska Pommern.
Under sommaren 1806 bytte Preussen sida i kriget. Svenskarna tilläts nu att ockupera Lauenburg, men under hösten samma år skördade fransmännen nya framgångar, och Preussen och det övriga Tyskland översvämmades av fransk trupp. Svenskarna tvingades nu retirera mot Lübeck. Planen var att därifrån sjövägen kunna rädda sig till Stralsund i Svenska Pommern. Svenskarna överraskades dock av fransmännen under förberedelserna för sjötransporten, och den 6 november måste 1000 svenska soldater kapitulera. De flesta hade redan packat ner sina gevär! Detta "slag" kallas Överraskningen i Lübeck.
I början av 1807 inledde fransmännen en belägring av Stralsund. Då fransmännen även var upptagna med krigföring på annat, minskade deras numerär stadigt. Svenskarna beslutade därför att göra ett utfall för att häva belägringen. Utfallet från Stralsund genomfördes med framgång den 1 april, vilket ledde till att svenskarna kunde besätta det omgivande landskapet, inklusive Usedom och Wollin.
Fransmännen valde dock att på nytt anfalla. En 13 000 man stark armé, utgående från Stettin, anföll svenskarna den 16 april. Den vänstra avdelningen av den svenska armén måste dra sig tillbaka, och en annan avdelning i Ueckermünde blev då avskuren. Den 17 april försökte den avskurna styrkan ta sig därifrån sjövägen, men blev anfallen under lasten på fartyg. Slaget vid Ueckermünde slutade med att 677 man gav sig tillfånga.
Gustav IV Adolf gav inte upp hoppet. Han lyckades, med Preussens hjälp, samla ihop en styrka om 17 500 man, delvis undermåligt tränade. Mot dessa stod den franska armén om 40 000 man. Den 13 juni 1807 började den svenska armén röra på sig, men i början av juli slöt Ryssland och Preussen fred med Frankrike. Den svenska styrkan tvingades därför dra sig tillbaka till Stralsund, varefter man snabbt backade till Rügen. Det franska befälet gick slutligen med på att ge svenskarna fritt avtåg. Fransmännen hade därefter herraväldet i Svenska Pommern. Vid Freden i Paris återfick Sverige Svenska Pommern. Sverige tvingades dock att acceptera kontinentalsystemet, vilket innebar att Sverige inte fick köpa brittiska varor.
Sverige deltog också i slaget vid Leipzig 1813 med ca 25000 man under ledning av prins Bernadotte, sedermera Karl XIV Johan.

### Övrigt
I det finska kriget förlorade Sverige halva riket, Finland, Åland och delar av Norrland. Kung Gustav IV Adolf avsattes. Förlusten berodde främst på att den svenska armén var dåligt rustad med dåliga fältherrar. Svenskarna kunde inte utnyttja sina segrar, ett exempel på detta är Jutas. Dessutom kunde den svenska krigsstrategin inte utnyttjas fullt ut i och med den svenska kapitulationen vid Sveaborg. Sverige var även inblandat i ett krig mot Napoleon 1805 - 1810. Även det slutade med förlust. Sverige återhämtade sig efter segern mot danskarna, men det kriget hade ingen större betydelse.

## Unionstiden
År 1813 inledde prins Karl Johan ett krig mot Napoleon I. Sverige deltog i slaget vid Leipzig, slaget vid Dennewitz och i slaget vid Grossbeeren. Man segrade också ensamt mot Danmark i slaget vid Bornhöft 1813. I Freden i Kiel erhöll Sverige Norge i utbyte mot svenska Pommern. 1814 skapades den svensk-norska unionen som varade till och med 1905. Unionen var mycket lös, och länderna hade en gemensam kung.
I Norge fanns ett starkt växande missnöje med unionen, och när Norge 1905 förklarade sig självständigt fanns det konservativa krafter i Sverige som menade att man borde gå till krig mot Norge för att bevara unionen. Den svenska arbetarrörelsen protesterade starkt mot detta och den unge socialdemokraten Zeth Höglund skrev ett manifest Ned med vapnen! - Fred med Norge! i vilket han uppmanade arbetare och soldater att inte lyda en eventuell mobiliseringsorder. Kriget uteblev, men Höglund dömdes till fängelse av svenska staten för sin fredspropaganda.

## Insatser mot civilbefolkning

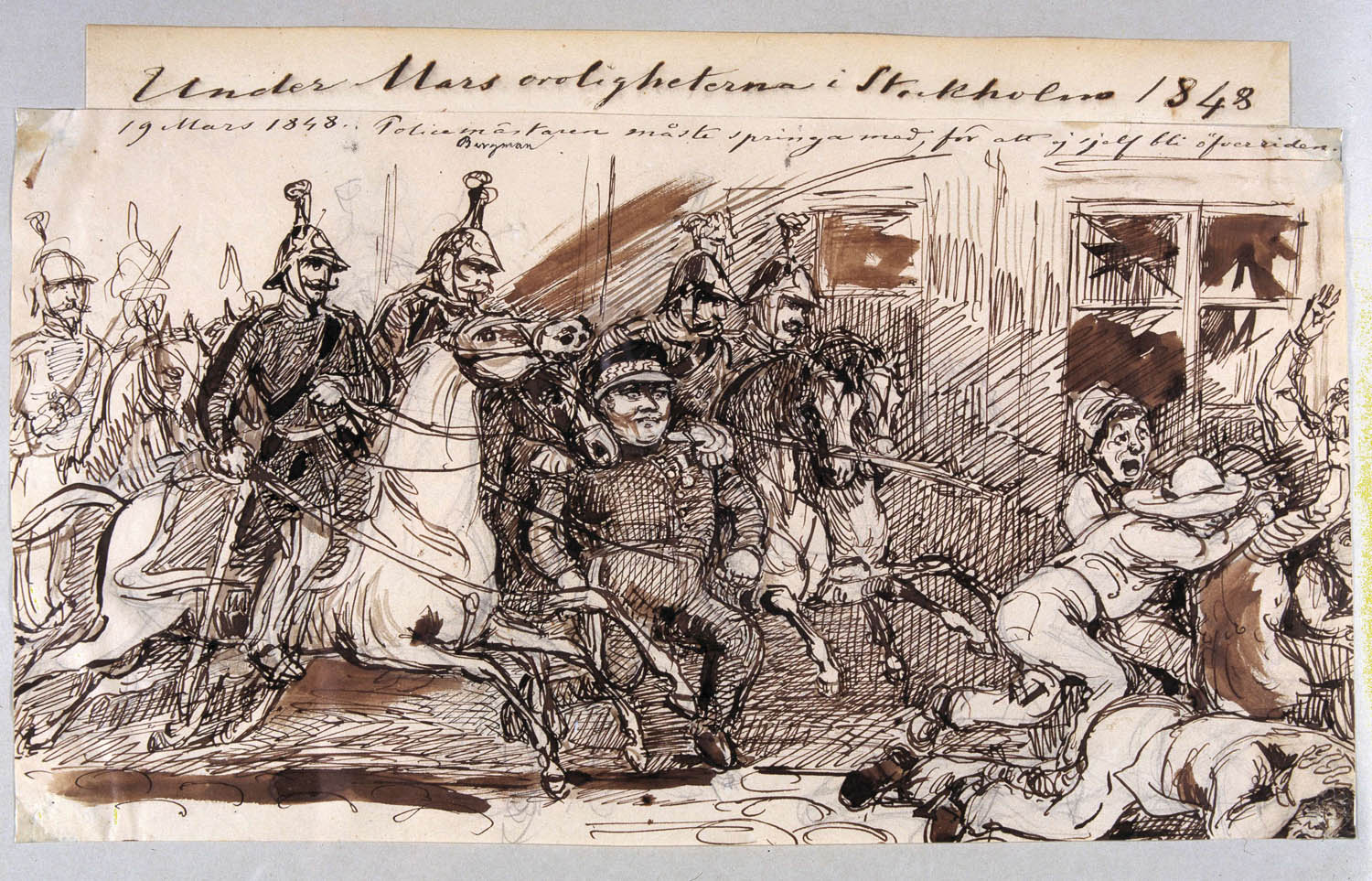
Marsoroligheterna i Stockholm 1848. Samtida teckning av Fritz von Dardel.

Militär har bistått svenska myndigheter med inrikes insatser mot civilbefolkning vid demonstrationer i Sverige vid några tillfällen:
- Revolutionshändelserna i Stockholm 1848, då soldater hjälpte stadens överståthållare att rensa gatan och arrestera demonstranter, men utsattes för stenkastning
- Sundsvallsstrejken 1879, då militära maktdemonstrationer med kanonbåtar, kulspruta och bajonetter påverkade utfallet av konflikten, och militär bistod vid arresteringar på uppdrag av landshövdingen
- Händelserna i Krokstrand 1901, då militär öppnade eld[6]
- Seskarö-upproret i Norrbotten 1917
- Hungerdemonstrationerna runt om i Sverige 1917, då militärdemonstrationer genomfördes i sluten trupp på en rad orter, och instruktioner utfärdades till trupperna om stillande av uppror
- Skotten i Ådalen 1931, då fem civilpersoner sköts ihjäl med kulspruta av militär. Tiden efter detta undvek soldater gå i uniform på Stockholms gator av rädsla för folkets reaktion på händelsen.

Fem militärer medverkade på eget bevåg i attentatet mot Norrskensflamman 1940. Fem människor dödades, och händelsen har beskrivits som det största politiska terrordådet i Sverige under 1900-talet.
Militären fick även i uppdrag att assistera polisen mot en mentalt sjuk civilperson vid polismordet i Krokom 1971, och satte då in infanterikanonvagn och rökgranater.
Möjligheterna att sätta in militär mot civilbefolkning, i synnerhet vid kravaller, har successivt begränsats. Efter Ådalshändelserna fördes rätten att besluta över till Kunglig Majestät, men reglerna i 1864 års strafflag som gav möjlighet att sätta in militär behölls dock i stort sett oförändrade tills de avskaffades av 1969 års riksdag. För att undvika att den lokala polisen skulle vara otillräcklig inrättades en statlig poliskår 1933. Polislagen förändrades 1965 och satte stopp för den kommunala polisen att ta kommando över militären. 2002 stiftades förordning (2002:375) om Försvarsmaktens stöd till civil verksamhet, som i § 7 förbjuder militär personal att sättas in vid händelser där man kan tvingas använda tvång eller våld mot enskilda.
Med anledning av terroristhändelserna bland annat i New York 2001 har militären getts utökade möjligheter att agera inrikes. År 2006 stiftade riksdagen Terrorlagen (Lag 2006:343 om Försvarsmaktens stöd till polisen vid terrorismbekämpning), vilket ger polisen (nationella insatsstyrkan) rätt att kalla in Försvarsmakten, exempelvis Särskilda operationsgruppen (SOG), som stöd för att bekämpa terroristbrott. Dock måste detta ske under polisiärt befäl och förarbeten syftar till att hindra att militär sätts in mot demonstrationer.
Skyddslagen ger, sedan 1990 och med ändring 2010,  militära skyddsvakter rätt att ge verkanseld mot individer som inte hörsammar skyddsvaktens order, vid skyddsobjekt som kärnkraftverk och kungliga slottet. Exempelvis vid terrordådet i Stockholm 2017 utökade högvakten på Stockholms slott gränsen för sitt skyddsobjekt till att innefatta stora delar av Gamla stan och Riksdagshuset.

## Världskrigen
Sverige var militärt neutralt under både första och andra världskriget. Det gällde dock inte det Finska Vinterkriget där man deklarerade sig som "icke krigförande" eftersom Sverige bistod Finland med vapen och manskap (se Svenska frivilligflottiljen i Finland).

### Första världskriget
Till skydd för neutraliteten inkallades kort efter krigets början beväringen och vissa klasser av landstormen. Flottans fartyg förlades längs kusterna för att hindra kränkning av neutraliteten på svenskt område. Exportförbud för vapen, ammunition och annan direkt krigsmateriel utfärdades, och även transitering av sådana varor förhindrades.
Riksdagen beslutade efter första världskrigets utbrott om byggande av ytterligare tre pansarskepp, HMS Sverige, HMS Gustav V och HMS Drottning Victoria till svenska flottan. De två senaste stod dock inte klara förrän efter krigsslutet.

### Andra världskriget
Efter 1930-talets nedrustning var Sveriges försvar vid denna tidpunkt i stort behov av förbättringar och inte minst modernisering. Staten tvingades låna pengar av folket så att man kunde rusta upp försvaret. Sveriges militära beredskap under andra världskriget varade enligt regeringens beslut från den 3 september 1939, efter det tyska angreppet på Polen, till den 30 juni 1945. Den förstärkta försvarsberedskapen började dock avvecklas den 5 maj 1945 - den dag då de tyska trupperna i Danmark kapitulerade. Under den svenska neutralitetsvakten sköts minst 20 flygplan ner, varav elva tyska och åtta allierade. Antalet dödsoffer är dock oklart och sannolikt är de verkliga siffrorna på nedskjutna tyska plan avsevärt större.[källa behövs]
Efter att finska vinterkriget utbrutit tillät regeringen att frivilliga deltog i kriget. Omkring 12 000 anmälde sig och 8 500 i den så kallade frivilligkåren hann resa dit och delta i striderna. Slagordet för de som ville stödja Finland i Sverige blev "Finlands sak är vår". Svenska staten bidrog också med betydande hjälp i form av militär materiel.

## Efterkrigstiden
Under 1950-talet genomfördes den så kallade avhästningen inom försvarsmakten. Detta innebar att man gjorde sig av med större delen av hästarna varvid draghästarna ersattes av motorfordon i allt större skala och ridsportklubbarna runt om i landet kunde köpa välutbildade ridhästar.
Sverige behöll sin alliansfrihet under kalla krigets dagar. Sverige började bli en allt större vapenexportör, framförallt av jaktplan, kanoner och granatgevär. Den svenska vapenexportören Bofors var indragen i en stor mutskandal i Indien under 1980-talet. Stora dolda utbetalningar skedde även från BAE Systems till Tjeckien, Ungern och Sydafrika i samband med försäljning och uthyrning av Jas 39 Gripen kring sekelskiftet.

## Efter kalla kriget, cirka 1990-

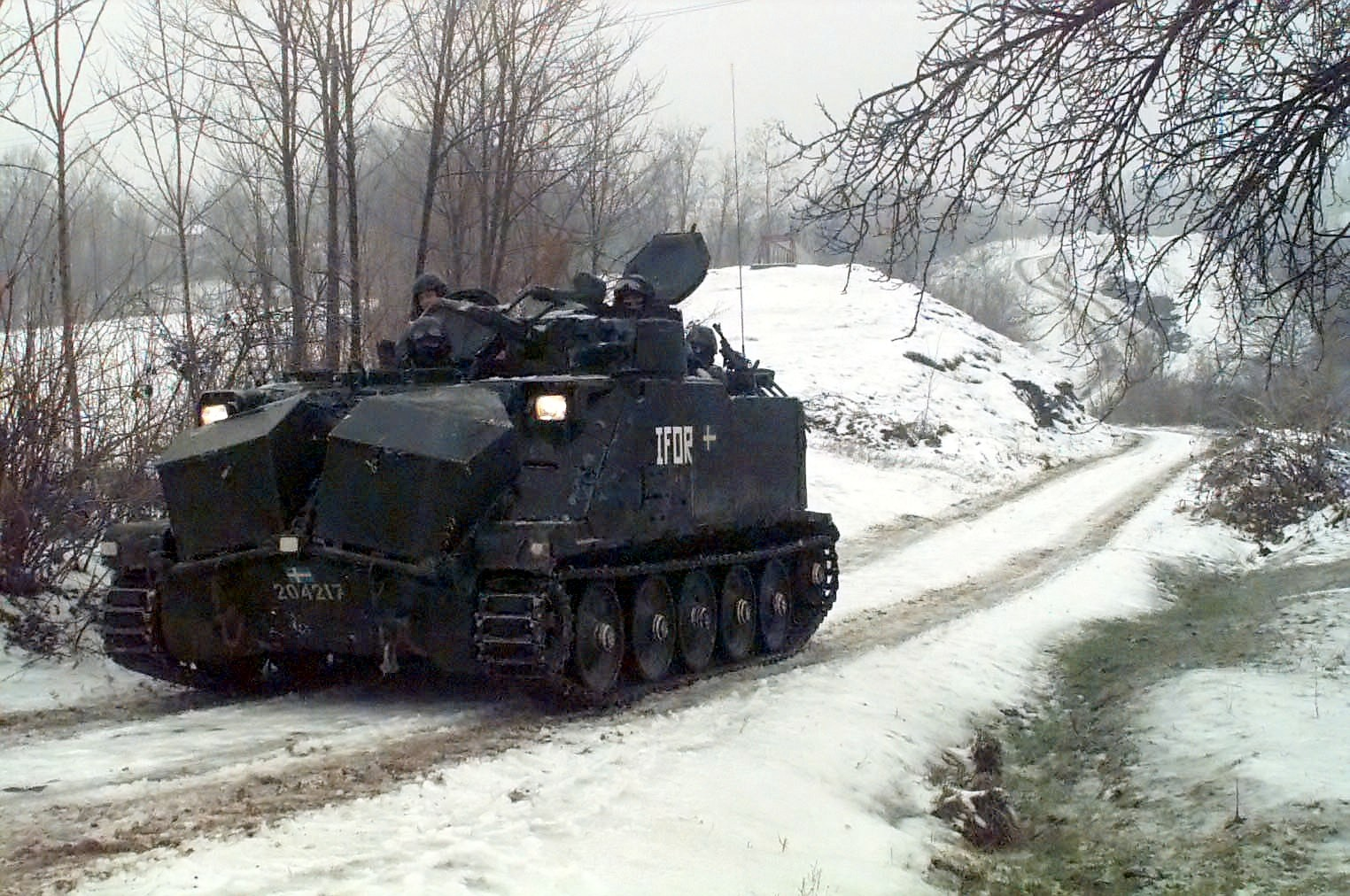
En svensk Pbv 302 i Bosnien 1996.

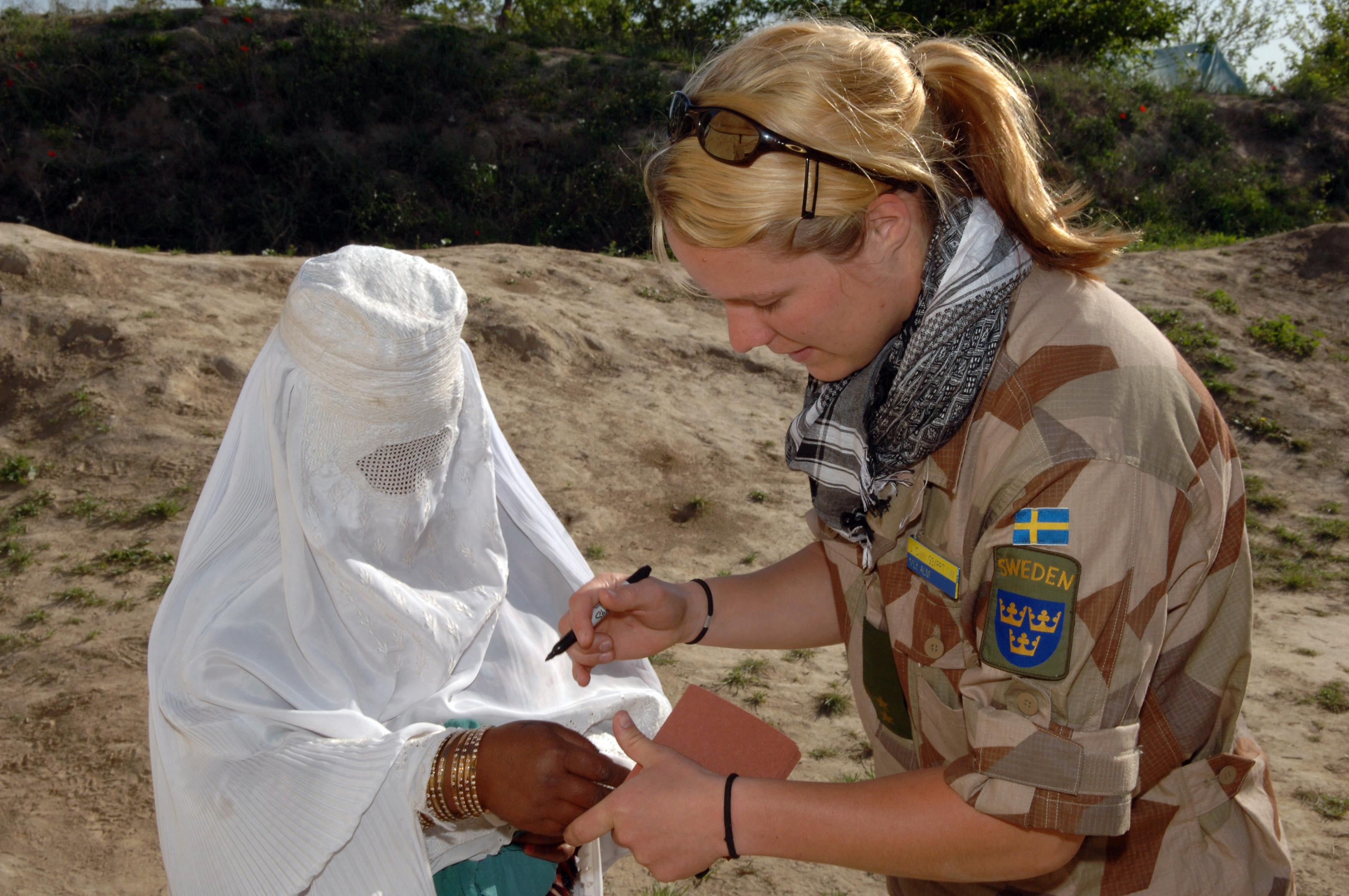
Svensk officer i Afghanistan 2006.

I samband med Sovjetunionens kollaps och kalla krigets slut i slutet av 1980-talet och början på 1990-talet omorienterades gradvis den svenska försvarsmakten från att varit ett stort invasionsförsvar, det vill säga uppbyggt att möta en stor militär invasion från Sovjetunionen, till att bli ett insatsförsvar mer inriktat på internationella insatser. Denna process, kallas ibland "smalare men vassare", det vill säga mindre men bättre. I försvarsbesluten på slutet av 1990-talet och början på 2000-talet lades ett mycket stort antal militära förband ner. Kvalité och insatsberedskap prioriterades framför kvantitet. En stor mängd äldre militär utrustning som förknippades med invasionsförsvaret kasserades eller såldes. Svenska försvarsmakten är en organisation som söker ett existensberättigande. Man har haft svårt att göra det i avsaknad av en definierbar yttre fiende efter Sovjetunionens fall. Internationella insatser har blivit den uppgift som man hänvisar till för att motivera försvarsanslagen. [källa behövs]
Förmågan att samarbeta med andra länders militär, ofta Natoländer, betonas starkt varvid engelska militära facktermer och uttryck ofta ersätter svenska. Även om allmän värnplikt teoretiskt fortfarande fanns kvar betonades ofta professionalism och anställda soldater framför "folkförsvar". Omdaningen av den svenska militären sker ofta efter mönster delvis inspirerade av USA:s och Storbritanniens försvarsmakter. [källa behövs]
Svenska försvaret har genomfört (genomför) omfattande insatser med trupp utomlands, ofta under FN-mandat. De största insatserna har genomförts i det forna Jugoslavien i Bosnien (se SFOR) och Kosovo (se KFOR) där Sverige bidragit med en styrka motsvarande en mekaniserad bataljon (styrkan i Kosovo finns kvar). Tidvis var den svenska styrkan i Bosnien inblandad i rena stridshandlingar. De svenska förbanden har bland annat genomfört övervakning av gränser, humanitär hjälp till civilbefolkning samt under vissa perioder hantering av upplopp. Inga svenska soldater har dödats i strid på Balkan men svenska soldater har varit inblandade i strid eller stridsliknande situationer vid ett flertal tillfällen varvid både varningsskott och 
verkanseld avgivits. Hittills har förlusterna i människoliv varit små. [källa behövs]

### Sveriges krigsinsats i Afghanistan
Den Svenska armén har haft sina trupper i Afghanistan ända sedan 2002, som bestod av lätt utrustat infanteri som bland annat var avsett för samverkan med civilbefolkningen. Två svenska soldater har dödades av en IED-bomb i Afghanistan, samt två svenska officerare som blev skjutna till döds under ett bakhåll utanför Mazar-i-Sharif. Sverige hade även ett mekaniserat skyttekompani med stridsfordon 90 i Liberia. Den styrkan avvecklades 2006. Små detachement och enskilda observatörer finns på rad andra platser. Insatserna utomlands har huvudsakligen berört armén. [källa behövs]
I oktober 2008 rapporterade Mikael Holmström att Sverige hjälpte regeringsarmén i strid. Sveriges insats övergick formellt från att vara en fredsbevarande insats till att bli en krigsinsats År 2010, efter regeringens proposition 2010/11:35, även kallat upprorsbekämpning eller fredsframtvingande insats. Enligt Wilhelm Agrell hade det skett utan att regeringen informerade varken medborgarna eller riksdagen. I frågan om regeringen hade vilselett riksdagen fick Agrell medhåll av Miljöpartiets försvarspolitiske talesman Peter Rådberg medan utrikesminister Carl Bildt och Socialdemokraternas utrikespolitiske talesman Urban Ahlin inte höll med.
Sverige hade dessförinnan åtnjutit världens vid den tiden mest långvariga fredsperiod. [källa behövs]

### Fördjupat Nato-samarbete
Förutom insatser bedriver svenska försvarsmakten ofta övningar tillsammans med andra länder, ofta ur Nato. Detta gäller armén såväl som marinen och flygvapnet. [källa behövs]

### Nordic Battlegroup
Nordic Battlegroup (NBG) är, det i huvudsak, nordiska bidraget till de EU-ledda stående snabbinsatsförbanden och ställs till EU:s förfogande vart tredje år. NBG är tänkt att kunna sättas in i kris- och konfliktområden inom tio dagar efter att beslut har tagits. Förbandet sätts upp och utbildas för att stå i beredskap under sex månader i taget. I den första stridsgruppen, 2008, var Sverige, Norge, Finland, Estland och Irland truppbidragande nationer. 
Chef för denna första styrka var brigadgeneral Karl Engelbrektsson. Nästa gång som NBG ställs i beredskap blir under första halvåret 2011. [källa behövs]

### Avveckling och återinförande av värnplikt
Efter kalla kriget och Rysslands försvagade ekonomi minskade försvarets andel av BNP från 2,6 procent år 1990/91 till 1,1 procent år 2011. Försvarsbeslutet 2009 innebär att Sverige lät den allmänna värnplikten vila i fredstid, och ersatte den med anställda eller kontrakterade soldater.
Efter bland annat konflikten i östra Ukraina har successivt försvarsmakten fått ökade resurser. Från och med 1 juli 2017 kallas både kvinnor och män in.

## Försvarsgrenarnas historia
- Arméns historia
- Flygvapnets historia
- Marinens historia